# Dasymaschalon minutiflorum
Dasymaschalon minutiflorum là loài thực vật có hoa thuộc họ Na. Loài này được Subekti Nurmawati mô tả khoa học đầu tiên năm 2003 dưới danh pháp Dasymaschalon clusiflorum var. minutiflorum. Năm 2012 Richard M. K. Saunders và Jing Wang nâng cấp nó thành loài riêng biệt.
Loài này có ở phía bắc đảo Borneo, tại bang Sabah, Malaysia.